# Rhizophlyctis fusca
Rhizophlyctis fusca är en svampart som beskrevs av Karling 1964. Rhizophlyctis fusca ingår i släktet Rhizophlyctis och familjen Spizellomycetaceae.   Inga underarter finns listade i Catalogue of Life.